# Jonathan Banks
Jonathan Ray Banks (31. ledna 1947 Washington) je americký herec a zpěvák. Jeho významnější filmové role byly ve filmech Připoutejte se, prosím!, 48 hodin či Policajt v Beverly Hills. Obdržel kritické uznání za svou roli bývalého policisty Mika Ehrmantrauta v televizním seriálu Perníkový táta. Získal pět nominací na cenu Primetime Emmy Award v kategorii vynikajícího herce v dramatickém seriálu.